# Daniel Vertangen
Daniel Vertangen (Amsterdam, 1601 - ca. 1683), was een Nederlandse schilder uit de 17e eeuw.
Volgens Houbraken was hij een leerling van Cornelis van Poelenburch.
Aangenomen wordt dat hij het grootste deel van zijn leven woonde en werkte in Amsterdam. Hij is bekend van zijn landschaps- en historieschilderkunst. 
Vaak wordt vermeld dat hij een leerling was van Van Poelenburch. Er is echter geen documentatie over zijn leertijd. Het is mogelijk dat dit is geweest vóór 1617, of dat hij als Poelenburch's werkplaatspartner heeft gewerkt na 1626.

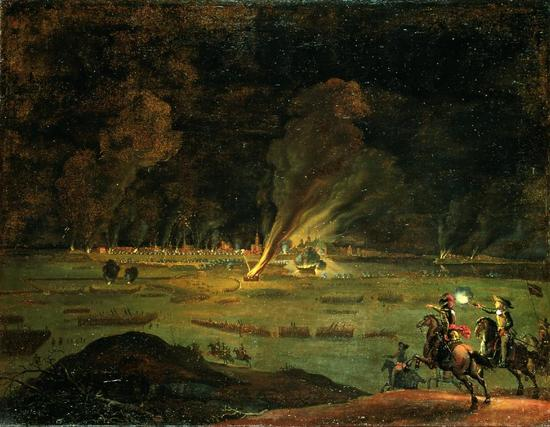
De aanval op Kopenhagen
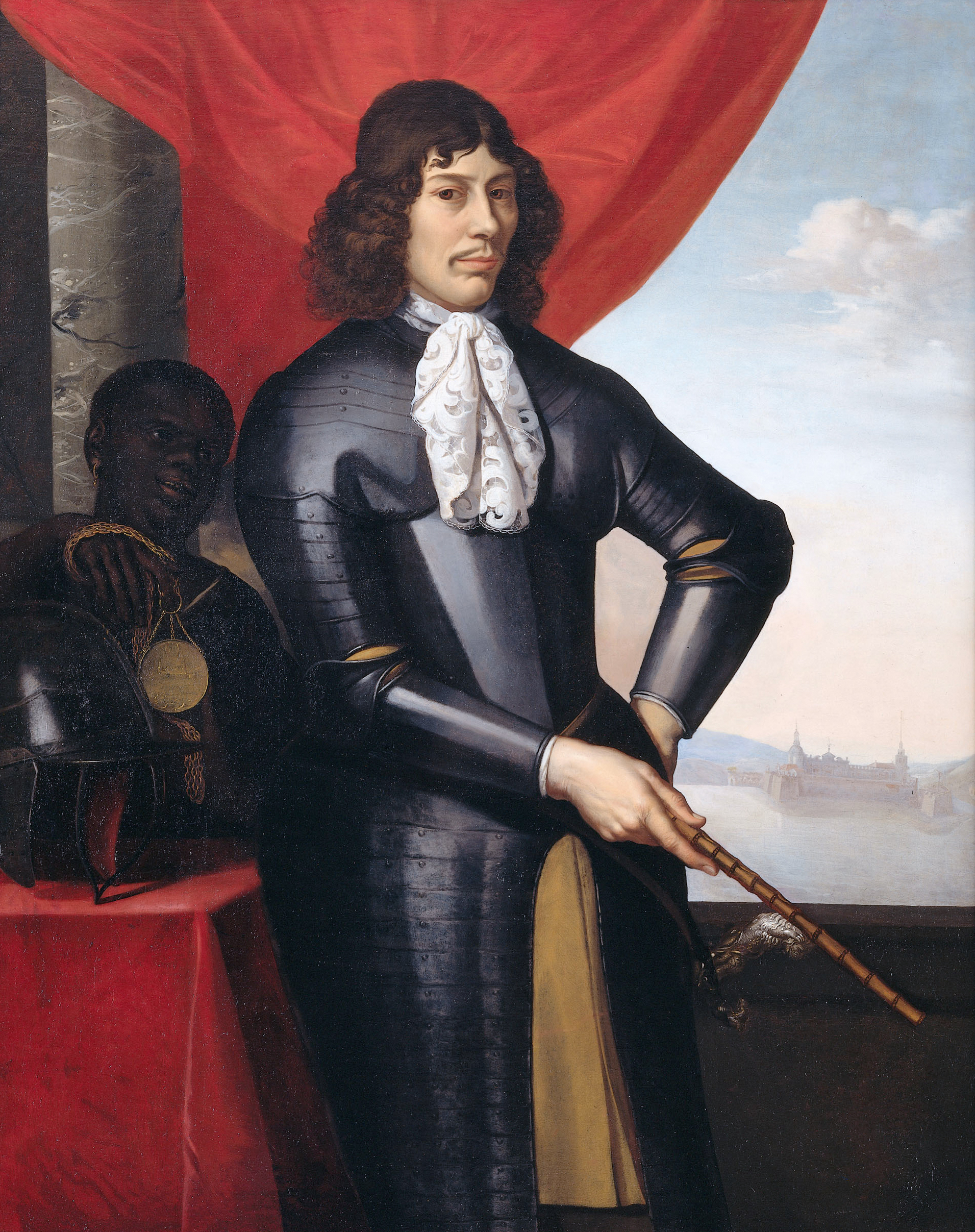
Portret van Jan Valckenburgh
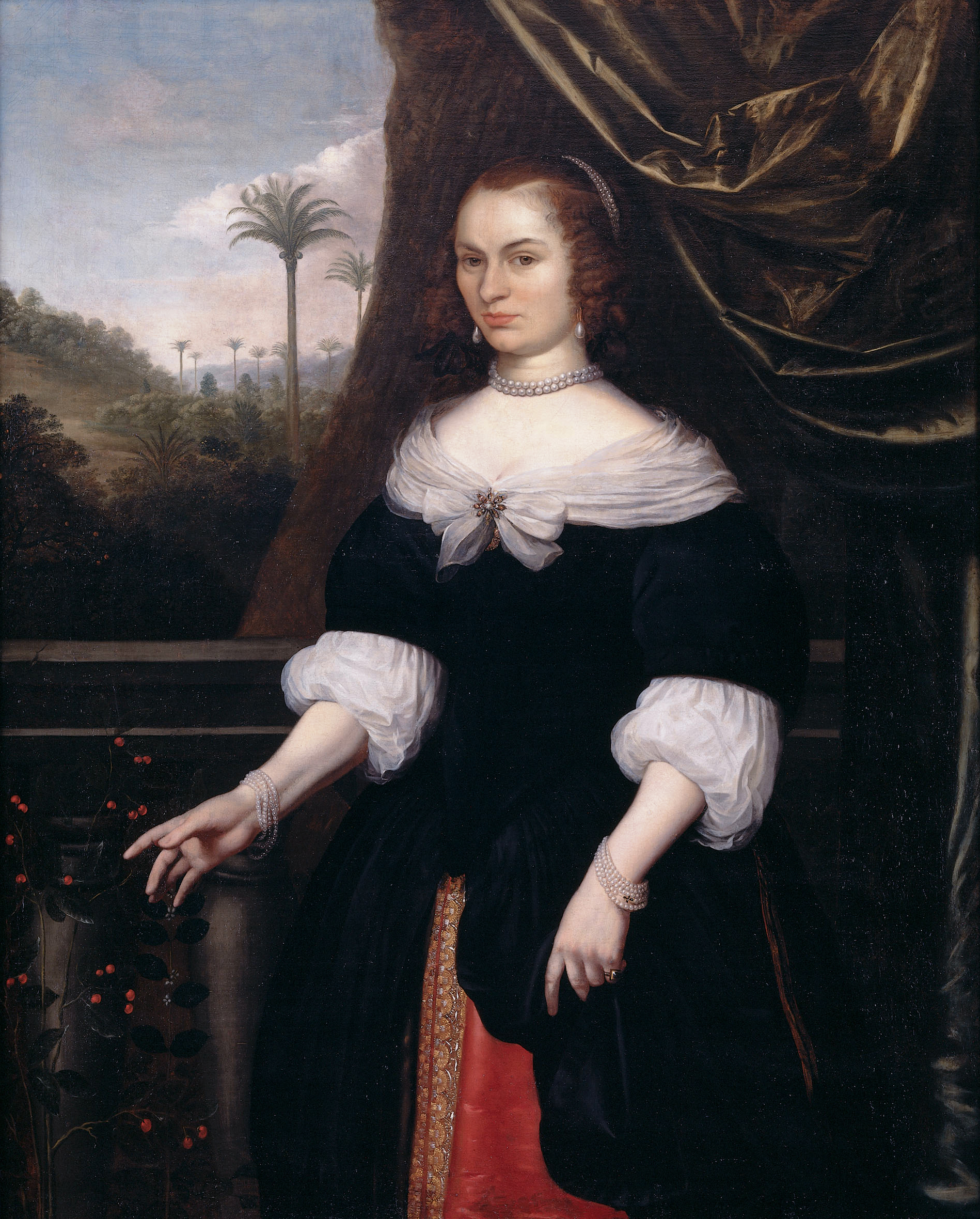
Portret van Dina Lems, echtgenote van Valckeburgh